# Boronia mollis
Boronia mollis är en vinruteväxtart som beskrevs av Allan Cunningham. Boronia mollis ingår i släktet Boronia och familjen vinruteväxter. Inga underarter finns listade i Catalogue of Life.